# La Poste de l'enfer

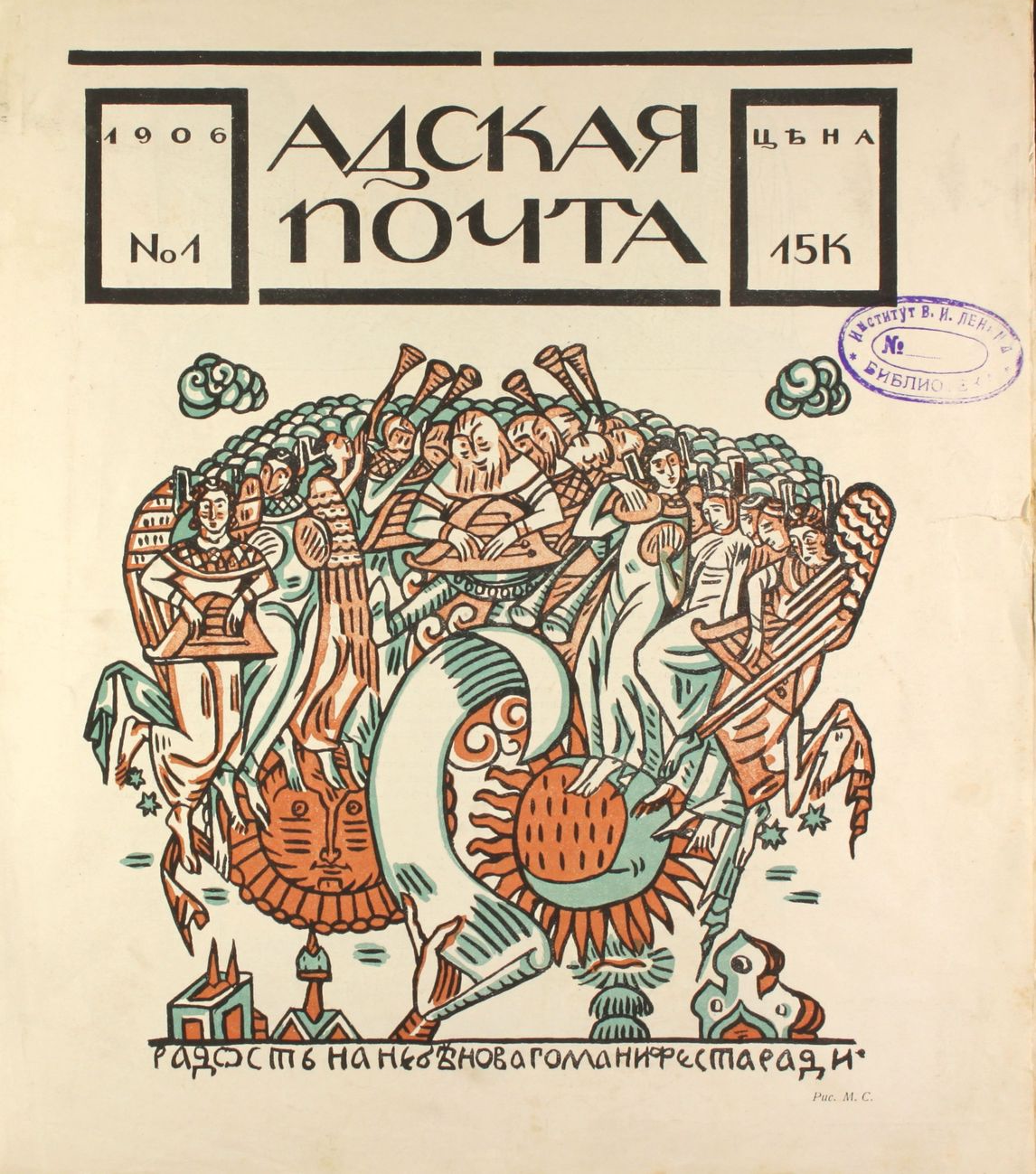
La Poste de l'enfer, numéro 1

La Poste de l'enfer ou Le Courrier infernal (en russe : Адская почта) est une revue hebdomadaire illustrée, consacrée à la vie littéraire et artistique et à la satire politique dans l'Empire russe. L'éditeur en était Zinovi Grjebine et le rédacteur artistique Eugène Lanceray,. La fonction de rédacteur en chef était occupée par P. Troianski. La revue a été éditée à Saint-Pétersbourg en 1906. Mais seuls les trois premiers numéros ont été imprimés, le quatrième a été confisqué par le pouvoir à l'imprimerie même,.
La revue La Poste de l'enfer a repris la nom de la revue mensuelle homonyme du XVIIIe siècle : La Poste de l'enfer (1769), que publiait Fiodor Emine (ru). L'éditeur et caricaturiste Zinovi Grjebine était en fait le véritable fondateur de la nouvelle revue La Poste de l'enfer. Au début de l'année 1906, il a purgé une peine de 13 mois de prison, pour avoir publié des dessins satiriques antimonarchiques et des articles dans la revue précédente Joupel. Par décision de justice, Grjebine a été privé du droit d'être éditeur, mais même en prison il a réussi à conserver pratiquement toute la rédaction et à garder des liens avec les auteurs de la revue interdite, qui ont repris la rédaction de la revue sous le nom de La Poste d'enfer au lieu de Joupel. Pour contourner l'interdiction faite à Grjebine, c'est Eugène Lanceray qui a repris à son nom l'édition de la nouvelle revue,,.
La Poste de l'enfer a hérité de la revue interdite Joupel, de sa police de caractère typographiques, de sa mise en page et d'un dessinateur de style joyeux diablotin en la personne d'Ivan Bilibine. Même les invitations à participer à la nouvelle revue ont été envoyées aux artistes et aux écrivains de la rédaction sur d'anciens formulaires provenant de la revue Joupel. Il faut ajouter que le style de la nouvelle revue est devenu plus catégorique et plus impertinent : l'hebdomadaire cherche à utiliser la satire comme arme, « pour rendre perceptible aux lecteurs le visage noir <…> de la haine » du tsarisme et se féliciter de la rébellion de la jeunesse,. Le premier numéro débute avec une histoire satirique de Maxime Gorki intitulée Le Sage. Sous la signature de Yéoudi Khlamida apparaît Dictons et règles de Gorki également, une série de courts aphorismes, ridiculisant la politique réactionnaire du gouvernement tsariste,.
Collaborent à la revue La Poste de l'enfer les écrivains Leonid Andreïev, Constantin Balmont, Ivan Bounine, Viatcheslav Ivanovitch Ivanov, Fiodor Sologoub, Alexandre Kouprine et d'autres encore,.
La rédaction prévoyait de publier des éditions thématiques : le premier numéro était consacré au militarisme, le deuxième aux cours de justice, le troisième au cléricalisme, le quatrième à la ville. Ont été publiées des caricatures des ministres du tsar et d'autres éminents dignitaires : leurs créateurs étaient Boris Anisfeld, Ivan Bilibine, Mstislav Doboujinski, Dmitri Kardovski, Nikolaï Radlov (ru), Boris Koustodiev, et Zinovi Grjebine lui-même, ainsi qu'Eugène Lanceray. La rédaction attachait un soin tout particulier non seulement aux illustrations mais aussi à la conception artistique, à la mise en page,,. De nombreuses œuvres créées pour la revue sont ensuite devenues des exemples classiques de modèles de graphisme de livres.